# Adam Weishaupt
Adam Weishaupt, (født 6. februar 1748 i Ingolstadt, død 18. november 1830 i Gotha) var professor i kirkeret ved universitetet i Ingolstadt i Bayern. 1. maj 1776 grundlagde han Illuminati-broderskabet. På den tid havde kun Jesuiterordenens studenter adgang til bibliotekerne. Det ville Weishaupt have forandret. Den 28-årige professor manglede imidlertid organisationstalent, og i 1780 overtog en frimurer, Adolph von Knigge, ledelsen af det hemmelige selskab, der nu voksede i omfang, så det blev anset som en fare for myndighederne pga sine oplysningsidéer. I 1784 blev Illuminati forbudt som statsfjendligt af regeringen.
Senere opstod en mængde konspirationsteorier. Fordi Weishaupt af udseende mindede om George Washington, blev det påstået, at illuminaterne havde myrdet præsidenten og erstattet ham med Weishaupt. "Beviset" er USA nationalsymbol, ørnen med hvidt hoved. Weishaupt er godt nok tysk for "klogt hoved", men kunne tolkes som en fejlstavning af Weisshaupt, tysk for "hvidt hoved" – ligesom ørnens.